# Университет Оверни
Университет Оверни (Университет Клермон-Ферран 1) — французский университет, относится к академии Клермон-Ферран, расположен в городе Клермон-Ферран. Основан в 1976 году.

## Структура
В состав университета входит 5 факультетов и 3 института.
Факультеты:
- Факультет права и политологии.
- Факультет медицины.
- Факультет фармацевтики.
- Факультет зубной хирургии.
- Факультет экономики и менеджмента.

Институты:
- Институт по подготовке государственных служащих.
- Профессиональный университетский институт "Менеджмент и управление предприятиями".
- Университетский институт технологии.

## Международное сотрудничество
- Гуманитарный университет